# Animetal Marathon
Animetal Marathon (アニメタル・マラソン Animetaru Marason?) es el primer álbum lanzado por la novedosa banda japonesa de heavy metal Animetal. Las versiones en esta maratón son de anime de los años 1960 y 1970. Una versión karaoke de este álbum también fue lanzado. Este es también el único álbum de estudio que cuentan con la banda como cuarteto; las demás versiones tienen a la banda como un trío, con un baterista invitado.
"Gatchaman no Uta", "Combattler V no Theme,", "Yuusha Raideen", "Tatakae! Casshan", "Mazinger Z", "Getter Robo" y "Devilman no Uta " se grabaron anteriormente como un maratón de seis minutos y de forma independiente lanzado como un EP homónimo por la banda en 1996 . "Uchuu Senkan Yamato", "Umi no Triton", "Great Mazinger", "Tatakae! Polymar", "Tiger Mask","Babel II" y "Taga Tame ni (tema de Cyborg 009)" se registra como una maratón por separado titulado This is Animetal. La mayoría de este álbum fue mezclado con canciones de This is Animetal, Tokusatsu de Ikou!, Animetal summer, Animetal Lady Sanjo!, Animetal Lady Kenzan y Animetal Lady Marathon y fue lanzados a nivel internacional como This is Japanimetal Marathon.
Algunas canciones en el marathon incorporan riffs de guitarra del hard rock clásico y canciones de heavy metal. Por ejemplo, "Suki da Dangard Ace" utiliza el riff de la introducción de la canción de Led Zeppelin, "Communication Breakdown".
La mascota de la portada del álbum el esqueleto sin nombre es una parodia de Eddie the head de Iron Maiden,y Vic Rattlehead de Megadeth. Él también aparece en Animetal Marathon II, Animetal Marathon III y Best of Animetal, así como singles de la banda. Una contraparte femenina se utiliza en las portadas de los álbumes de Animetal Lady's.

## Listado de canciones
1. "Theme of Animetal" (アニメタルのテーマ Animetaru no Tēma?)
2. "Song of Gatchaman" (ガッチャマンの歌 Gatchaman no Uta?)
3. "Triton of the Sea" (海のトリトン Umi no Toriton?)
4. "Song of Tekkaman" (テッカマンの歌 Tekkaman no Uta?)
5. "Fight! Casshan" (たたかえ！キャシャーン Tatakae! Kyashān?)
6. "Fight! Polymar" (戦え！ポリマー Tatakae! Porimā?)
7. "Let's Go! Godam" (行くぞ！ゴーダム Ikuzo! Gōdamu?)
8. "Babel II" (バビル２世 Babiru Nisei?)
9. "Theme of Combattler V" (コン・バトラーVのテーマ Kon Batorā Bui no Tēma?)
10. "Song of Voltes V" (ボルテスVの歌 Borutesu Bui no Uta?)
11. "Arise! Brave Leader Daimos" (立て！闘将ダイモス Tate! Tōshō Daimosu?)
12. "Brave Raideen" (勇者ライディーン Yūsha Raidīn?)
13. "Great Sky Demon Dragon Gaiking" (大空魔竜ガイキング Daikūmaryū Gaikingu?)
  - Al final de la canción incorpora "Crazy Train" de Ozzy Osbourne's
14. "We Love You, Dangard Ace" (すきだッ ダンガードA Suki da Dangādo Ēsu?)
  - Incorpora "Communication Breakdown" de Led Zeppelin's
15. "Dash! Machine Hayabusa" (ダッシュ！マシンハヤブサ Dasshu! Mashin Hayabusa?)
16. "Hawk of the Grand Prix" (ランプリの鷹 Guranpuri no Taka?)
17. "Tiger Mask" (タイガーマスク Taigā Masuku?)
18. "Glacier Knight Gaislaggar" (氷河戦士ガイスラッガー Hyōga Senshi Gaisuraggā?)
  - Incorpora "This is War" de Vandenberg
19. "For Whose Sake" (誰がために Taga Tame ni?, Cyborg 009)
20. "Galaxy Express 999" (銀河鉄道９９９ Ginga Tetsudō Surī Nain?)
21. "Captain Harlock" (キャプテンハーロック Kyaputen Hārokku?)
  - Al final de la canción incorpora "Love Gun" de  Kiss'
22. "Space Battleship Yamato" (宇宙戦艦ヤマト Uchū Senkan Yamato?)
23. "Fly! Gundam" (翔べ！ガンダム Tobe! Gundamu?,  Mobile Suit Gundam (機動戦士ガンダム Kidō Senshi Gandamu?))
  - Incorpora "Blackout" de Scorpions'
24. "Ideon of Rebirth" (復活のイデオン Fukkatsu no Ideon?)
25. "Macross" (マクロス Makurosu?)
26. "Go! Zambot 3" (行け！ザンボット３ Ike! Zanbotto Surī?)
27. "Come Here! Daitarn 3" (カムヒア！ダイターン３ Kamu Hiya! Daitān Surī?)
  - Incorpora "Running Free" de Iron Maiden's
28. "Gale Wind Xabungle" (疾風ザブングル Shippū Zabungaru?)
29. "Flying Dunbine" (ダンバインとぶ Danbain Tobu?)
30. "Farewell, Gentle Days" (さらばやさしき日々よ Saraba Yasashiki Hibiyo?, Fang of the Sun Dougram)
31. "Tragedy of Fire" (炎のさだめ Honō no Sadame?, Armored Trooper Votoms)
32. "Mazinger Z" (マジンガーZ Majingā Zetto?)
33. "I am Great Mazinger" (おれはグレートマジンガー Ore wa Gurēto Majingā?)
34. "Fight! Grendizer" (とべ！グレンダイザー Tobe! Gurendazā?)
35. "Getter Robo!" (ゲッターロボ！ Gettā Robo!?)
36. "Song of Steel Jeeg" (鋼鉄ジーグのうた Kōtetsu no Jīgu no Uta?)
  - Incorpora "Burn" de Deep Purple's
37. "Song of Devilman" (デビルマンのうた Debiruman no Uta?)
38. "Theme of Animetal (Reprise)" (アニメタルのテーマ(Reprise) Animetaru no Tēma (Reprise)?)

## Créditos
- Eizo Sakamoto (坂本 英三 Sakamoto Eizō?) - voz
- She-Ja (屍忌蛇 Shiija?) - Guitarra
- Masaki - Bajo
- Yasuhiro Umezawa (梅澤 康博 Umezawa Yasuhiro?) -  Batería